# لورنزو کولی
لورنزو کولی (انگلیسی: Lorenzo Colli؛ زادهٔ ۲۶ فوریهٔ ۱۹۹۷) بازیکن فوتبال است.
از باشگاه‌هایی که در آن بازی کرده‌است می‌توان به باشگاه فوتبال بولونیا اشاره کرد.